# Pithecopus araguaius
Pithecopus araguaius é uma espécie de anuro da família Phyllomedusidae, sendo encontrada nos municípios de Chapada dos Guimarães e Santa Terezinha, no Mato Grosso, no Brasil. Foi descrita no dia 27 de setembro de 2017, na revista científica PLOS ONE, sendo tratada como uma espécie nova devido a suas características morfológicas, da sua vocalização e a partir de exames genéticos. Seu epíteto específico é uma referência ao rio Araguaia, que cruza a região onde o holótipo foi encontrado.